# 堺市立上野芝中学校
堺市立上野芝中学校（さかいしりつ うえのしば ちゅうがっこう）は、大阪府堺市西区にある公立中学校。

## 沿革
学制改革と同時の1947年に、堺市（当時の市域）で最初に設置された中学校9校のうちの1校・堺市立第七中学校として開校した。
開校当初の校区は堺市立鳳小学校・堺市立踞尾小学校（現在の堺市立津久野小学校）・堺市立八田荘小学校の3小学校校区。開校当初は鳳小学校に本校を置き、津久野・八田荘2小学校内に分教場を設置し、その後1948年に現在地に移転した。学校敷地は、元傷痍軍人の作業所だった場所に立地している。
堺市の中学校について番号順での校名を廃止して地名などを取り入れた学校名に一斉に変更する方針が出されたことに伴い、1950年に堺市立上野芝中学校に改称した。
地域の宅地化に伴って1970年代には生徒数3000人を超える日本一のマンモス校となった。過大規模解消のため、堺市立鳳中学校（1978年）、堺市立八田荘中学校（1980年）、堺市立津久野中学校（1986年）の3中学校を相次いで分離している。

### 年表
- 1947年4月1日 - 堺市立第七中学校として開校。
- 1948年4月16日 - 傷痍軍人作業所敷地を買収し、現在地に移転。
- 1950年4月1日 - 堺市立上野芝中学校に改称。
- 1978年4月1日 - マンモス校化の解消のため堺市立鳳中学校を分離。
- 1954年7月10日 - 文部省から、産業教育の研究校に指定される。
- 1960年6月 - 大阪府教育委員会から、国語科の研究校に指定される。
- 1965年4月 - 養護学級を設置。
- 1980年4月1日 - 堺市立八田荘中学校を分離。
- 1986年4月1日 - 堺市立津久野中学校を分離。

## 通学区域
- 堺市立平岡小学校と堺市立向丘小学校の通学区域。
  - 堺市西区 八田寺町、平岡町、堀上緑町、上野芝向ヶ丘町、北条町
  - 堺市中区 八田寺町の一部。

## 出身者
- 稲本潤一（サッカー選手）
- 小松拓幹（サッカー選手）
- 中谷彰宏（作家、CMプランナー、俳優）
- 佐田の海鴻嗣（大相撲）
- 沢口靖子（女優）　※2年まで

## 交通
- 阪和線 上野芝駅 南へ1km。
- 阪和線 津久野駅 東へ約1.3km。